# Jure Turić
dr. Jure Turić (Gospić, 3. svibnja 1861. – Zagreb, 9. veljače 1944.), hrvatski književnik i pedagog.
Klasičnu gimnaziju završio je u Gospiću. Doktorirao je na pedagoškom fakultetu u Jeni (Njemačka) 1892. Kasnije se dr. Turić vraća u Hrvatsku i BiH i tamo predaje u Sarajevu, Petrinji i Zagrebu od 1919. do 1926. kao profesor na sveučilištu. On je bio jedan od značajnijih pedagoga našeg vremena. Puno se zalagao za prava seljaštva kako bi i tom sloju bilo omogućeno školovanje.

## Najpoznatija djela
- "Darovi svijeta", priča 1889.
- "Der Entschluss in dem Willensprozesse, aus dem Gesichtspunkt von Herbarts Metaphysik und Psychologie erörtert", Jena 1892. - disertacija na njemačkome
- "Igra životom", 1909.
- "Tko je kriv?", 1940.
- "Pod kabanicom ", priče 1909.

## Zanimljivosti
- Po njemu se danas zove jedna (jedina) osnovna škola u Gospiću "OŠ dr. Jure Turića Gospić"